# World Cup (Golf, Männer)
Der World Cup ist ein Profi-Golfturnier für nationale Zweimannteams. Pro Nation ist nur ein Team startberechtigt. Die Spielerauswahl erfolgt – sofern verfügbar – nach dem besten Ranking in der Weltrangliste. Seit 2013 heißt der Wettbewerb ISPS Handa World Cup of Golf.

## Modus
Das Turnier wurde von 1954 bis 1999 an vier Tagen als Zählwettspiel über jeweils 18 Loch durchgeführt und dann wurden die Einzelergebnisse der beiden Spieler addiert. Es gab auch eine Ehrung des besten Einzelspielers des gesamten Teilnehmerfeldes.
Von 2000 bis 2011 wurde an den vier Tagen abwechselnd im Foursome (die zwei Spieler des Teams schlagen abwechselnd den Ball) und im Fourball Format (die zwei Spieler spielen parallel, das Ergebnis des besseren Spielers pro Loch geht in die Wertung) gespielt.
2013 war der Wettbewerb in der Hauptsache ein Einzelwettkampf mit Teamcharakter. Das 60 Spieler umfassende Teilnehmerfeld basierte auf der Golfweltrangliste, wobei sich bis zu zwei Spieler pro Land qualifizieren konnten (bis zu vier, wenn innerhalb der Top 15 der Weltrangliste). Das Format war ein 72-Loch-Zählspiel mit individueller Wertung um 7 Millionen des insgesamt 8 Millionen US-Dollar betragenden Gesamtpreisgeldes. Zum ersten Male wurden auch Punkte für die Weltrangliste vergeben. Die Ergebnisse der zwei bestklassierten Spieler jedes Landes gingen in die Teamwertung ein.

## Geschichte und Ausblick
Die Veranstaltung besteht seit 1953 und hieß ursprünglich Canada Cup, da sie vom kanadischen Industriellen John Jay Hopkins gegründet wurde. Seit 1967 wird die Bezeichnung World Cup verwendet. Von 2000 bis 2006 war er ein Teil der hochdotierten World-Golf-Championships-Turnierserie. Von jeher prestigeträchtig las sich die Siegerliste bis ins Jahr 2001 größtenteils wie das Who’s Who im professionellen Golfsport. Infolge des immer voller werdenden Terminkalenders der absoluten Weltklasse-Golfer sind – trotz des hohen Preisgeldes – in den letzten Jahren immer mehr Absenzen dieser Golfgrößen zu verzeichnen. Zudem wird der World Cup nach dem Ende der Saison der beiden großen Tourneen veranstaltet und zählt – obwohl von PGA Tour und European Tour als Event anerkannt – nicht mehr zu deren Geldranglistenwertung.
Von 2007 bis 2009 wurde der World Cup unter der Bezeichnung Omega Mission Hills World Cup in China ausgetragen, und zwar im Mission Hills Golf Club in Shenzhen. Danach wurde beschlossen, die Veranstaltung unter derselben Bezeichnung lediglich alle zwei Jahre durchzuführen. Austragungsort im Jahre 2011 war das Mission Hills Resort Hainan in der chinesischen Provinz Hainan.

## Siegerliste
| Jahr                                                      | Siegerteam                   | Siegerteam                                 | Austragungsort                     | Zweitplatzierte                                   | Zweitplatzierte                                                                              |
| ISPS Handa World Cup of Golf                              | ISPS Handa World Cup of Golf | ISPS Handa World Cup of Golf               | ISPS Handa World Cup of Golf       | ISPS Handa World Cup of Golf                      | ISPS Handa World Cup of Golf                                                                 |
| --------------------------------------------------------- | ---------------------------- | ------------------------------------------ | ---------------------------------- | ------------------------------------------------- | -------------------------------------------------------------------------------------------- |
| 2016                                                      | Dänemark                     | Søren Kjeldsen und Thorbjørn Olesen        | Melbourne, Australien              | Volksrepublik China Frankreich Vereinigte Staaten | Li Haotong und Wu Ashun Victor Dubuisson und Romain Langasque Rickie Fowler und Jimmy Walker |
| 2015                                                      | kein Turnier                 | kein Turnier                               | kein Turnier                       | kein Turnier                                      | kein Turnier                                                                                 |
| 2014                                                      | kein Turnier                 | kein Turnier                               | kein Turnier                       | kein Turnier                                      | kein Turnier                                                                                 |
| 2013                                                      | Australien                   | Jason Day und Adam Scott                   | Melbourne, Australien              | Vereinigte Staaten                                | Matt Kuchar und Kevin Streelman                                                              |
| Omega Mission Hills World Cup                             |                              |                                            |                                    |                                                   |                                                                                              |
| 2012                                                      | kein Turnier                 | kein Turnier                               | kein Turnier                       | kein Turnier                                      | kein Turnier                                                                                 |
| 2011                                                      | Vereinigte Staaten           | Matt Kuchar und Gary Woodland              | Hainan, China                      | Deutschland England                               | Martin Kaymer und Alex Cejka Ian Poulter und Justin Rose                                     |
| 2010                                                      | kein Turnier                 | kein Turnier                               | kein Turnier                       | kein Turnier                                      | kein Turnier                                                                                 |
| 2009                                                      | Italien                      | Edoardo Molinari und Francesco Molinari    | Shenzhen, China                    | Irland Schweden                                   | Rory McIlroy und Graeme McDowell Henrik Stenson und Robert Karlsson                          |
| 2008                                                      | Schweden                     | Robert Karlsson und Henrik Stenson         | Shenzhen, China                    | Spanien                                           | Miguel Ángel Jiménez und Pablo Larrazábal                                                    |
| 2007                                                      | Schottland                   | Colin Montgomerie und Marc Warren          | Shenzhen, China                    | Vereinigte Staaten                                | Heath Slocum und Boo Weekley                                                                 |
| WGC-World Cup                                             |                              |                                            |                                    |                                                   |                                                                                              |
| 2006                                                      | Deutschland                  | Bernhard Langer und Marcel Siem            | Sandy Lane Resort, Barbados        | Schottland                                        | Colin Montgomerie und Marc Warren                                                            |
| 2005                                                      | Wales                        | Stephen Dodd und Bradley Dredge            | Algarve, Portugal                  | England Schweden                                  | Luke Donald und David Howell Niclas Fasth und Henrik Stenson                                 |
| 2004                                                      | England                      | Paul Casey und Luke Donald                 | Sevilla, Spanien                   | Spanien                                           | Sergio García und Miguel Ángel Jiménez                                                       |
| 2003                                                      | Südafrika                    | Trevor Immelman und Rory Sabbatini         | Kiawah Island, South Carolina, USA | England                                           | Paul Casey und Justin Rose                                                                   |
| 2002                                                      | Japan                        | Toshimitsu Izawa und Shigeki Maruyama      | Puerto Vallarta, Mexiko            | Vereinigte Staaten                                | Phil Mickelson und David Toms                                                                |
| 2001                                                      | Südafrika                    | Ernie Els und Retief Goosen                | Gotemba, Japan                     | Dänemark Neuseeland Vereinigte Staaten            | Thomas Bjørn und Søren Hansen Michael Campbell und David Smail David Duval und Tiger Woods   |
| 2000                                                      | Vereinigte Staaten           | David Duval und Tiger Woods                | Buenos Aires, Argentinien          | Argentinien                                       | Eduardo Romero und Ángel Cabrera                                                             |
| World Cup of Golf (inoffizielle Mannschafts-WM im Doppel) |                              |                                            |                                    |                                                   |                                                                                              |
| 1999                                                      | Vereinigte Staaten           | Tiger Woods und Mark O’Meara               | Kuala Lumpur, Malaysia             | Spanien                                           | Santiago Luna und Miguel Ángel Martín                                                        |
| 1998                                                      | England                      | Nick Faldo und David Carter                | Auckland, Neuseeland               | Italien                                           | Massimo Florioli und Costantino Rocca                                                        |
| 1997                                                      | Irland                       | Pádraig Harrington und Paul McGinley       | Kiawah Island, South Carolina, USA | Schottland                                        | Colin Montgomerie und Ray Russell                                                            |
| 1996                                                      | Südafrika                    | Ernie Els und Wayne Westner                | Kapstadt, Südafrika                | Vereinigte Staaten                                | Steve Jones und Tom Lehman                                                                   |
| 1995                                                      | Vereinigte Staaten           | Fred Couples und Davis Love III            | Shenzhen, China                    | Australien                                        | Robert Allenby und Steve Elkington                                                           |
| 1994                                                      | Vereinigte Staaten           | Fred Couples und Davis Love III            | Dorado, Puerto Rico                | Simbabwe                                          | Tony Johnstone und Mark McNulty                                                              |
| 1993                                                      | Vereinigte Staaten           | Fred Couples und Davis Love III            | Orlando, Florida, USA              | Simbabwe                                          | Mark McNulty und Nick Price                                                                  |
| World Cup                                                 |                              |                                            |                                    |                                                   |                                                                                              |
| 1992                                                      | Vereinigte Staaten           | Fred Couples und Davis Love III            | Madrid, Spanien                    | Schweden                                          | Anders Forsbrand und Per-Ulrik Johansson                                                     |
| 1991                                                      | Schweden                     | Per-Ulrik Johansson und Anders Forsbrand   | Rom, Italien                       | Wales                                             | David Llewellyn und Ian Woosnam                                                              |
| 1990                                                      | Deutschland                  | Bernhard Langer und Torsten Giedeon        | Orlando, Florida, USA              | England Irland                                    | Richard Boxall und Mark James David Feherty und Ronan Rafferty                               |
| 1989                                                      | Australien                   | Peter Fowler und Wayne Grady               | Marbella, Spanien                  | Spanien                                           | José Maria Cañizares und José María Olazábal                                                 |
| 1988                                                      | Vereinigte Staaten           | Ben Crenshaw und Mark McCumber             | Melbourne, Australien              | Japan                                             | Masashi Ozaki und Tateo Ozaki                                                                |
| 1987                                                      | Wales                        | Ian Woosnam und David Llewellyn            | Maui, Hawaii, USA                  | Schottland                                        | Sandy Lyle und Sam Torrance                                                                  |
| 1986                                                      | kein Turnier                 | kein Turnier                               | kein Turnier                       | kein Turnier                                      | kein Turnier                                                                                 |
| 1985                                                      | Kanada                       | Dave Barr und Dan Halldorson               | La Quinta, Kalifornien, USA        | England                                           | Howard Clark und Paul Way                                                                    |
| 1984                                                      | Spanien                      | José Maria Cañizares und Jose Rivero       | Rom, Italien                       | Schottland Taiwan                                 | Gordon Brand Junior und Sam Torrance Hsieh Min-Nan und N. N.                                 |
| 1983                                                      | Vereinigte Staaten           | Rex Caldwell und John Cook                 | Jakarta, Indonesien                | Australien Kanada                                 | Terry Gale und Wayne Grady Jerry Anderson und Dave Barr                                      |
| 1982                                                      | Spanien                      | Manuel Pinero und José Maria Cañizares     | Acapulco, Mexiko                   | Vereinigte Staaten                                | Bobby Clampett und Bob Gilder                                                                |
| 1981                                                      | kein Turnier                 | kein Turnier                               | kein Turnier                       | kein Turnier                                      | kein Turnier                                                                                 |
| 1980                                                      | Kanada                       | Dan Halldorson und Jim Nelford             | Bogotá, Kolumbien                  | Schottland                                        | Sandy Lyle und Sam Torrance                                                                  |
| 1979                                                      | Vereinigte Staaten           | John Mahaffey und Hale Irwin               | Athen, Griechenland                | Schottland                                        | Sandy Lyle und Sam Torrance                                                                  |
| 1978                                                      | Vereinigte Staaten           | John Mahaffey und Andy North               | Hanalei, Hawaii, USA               | Australien                                        | Wayne Grady und Greg Norman                                                                  |
| 1977                                                      | Spanien                      | Antonio Garrido und Severiano Ballesteros  | Manila, Philippinen                | Philippinen                                       | Ben Arda und Rudy Lavares                                                                    |
| 1976                                                      | Spanien                      | Manuel Pinero und Severiano Ballesteros    | Palm Springs, Kalifornien, USA     | Vereinigte Staaten                                | Jerry Pate und Dave Stockton                                                                 |
| 1975                                                      | Vereinigte Staaten           | Johnny Miller und Lou Graham               | Bangkok, Thailand                  | Taiwan                                            | Hsieh Min-Nan und Kuo Chie-Hsiung                                                            |
| 1974                                                      | Südafrika                    | Bobby Cole und Dale Hayes                  | Caracas, Venezuela                 | Japan                                             | Isao Aoki und Masashi Ozaki                                                                  |
| 1973                                                      | Vereinigte Staaten           | Johnny Miller und Jack Nicklaus            | Marbella, Spanien                  | Südafrika                                         | Bobby Cole und Dale Hayes                                                                    |
| 1972                                                      | Taiwan                       | Hsieh Min-Nan und Lu Liang-Huan            | Melbourne, Australien              | Japan                                             | Takaaki Kono und Takashi Murakami                                                            |
| 1971                                                      | Vereinigte Staaten           | Jack Nicklaus und Lee Trevino              | Palm Beach, Florida, USA           | Südafrika                                         | Harold Henning und Gary Player                                                               |
| 1970                                                      | Australien                   | David Graham und Bruce Devlin              | Buenos Aires, Argentinien          | Argentinien                                       | Roberto DeVicenzo und Vicente Fernández                                                      |
| 1969                                                      | Vereinigte Staaten           | Lee Trevino und Orville Moody              | Singapur                           | Japan                                             | Takaaki Kono und Haruo Yasuda                                                                |
| 1968                                                      | Kanada                       | Al Balding und George Knudson              | Rom, Italien                       | Vereinigte Staaten                                | Julius Boros und Lee Trevino                                                                 |
| 1967                                                      | Vereinigte Staaten           | Jack Nicklaus und Arnold Palmer            | Mexiko-Stadt, Mexiko               | Neuseeland                                        | Bob Charles und Will Godfrey                                                                 |
| Canada Cup                                                |                              |                                            |                                    |                                                   |                                                                                              |
| 1966                                                      | Vereinigte Staaten           | Jack Nicklaus und Arnold Palmer            | Tokio, Japan                       | Südafrika                                         | Harold Henning und Gary Player                                                               |
| 1965                                                      | Südafrika                    | Harold Henning und Gary Player             | Madrid, Spanien                    | Spanien                                           | Angel Miguel und Ramón Sota                                                                  |
| 1964                                                      | Vereinigte Staaten           | Jack Nicklaus und Arnold Palmer            | Maui, Hawaii, USA                  | Argentinien                                       | Roberto DeVicenzo und Leopoldo Ruiz                                                          |
| 1963                                                      | Vereinigte Staaten           | Jack Nicklaus und Arnold Palmer            | Paris, Frankreich                  | Spanien                                           | Sebastian Miguel und Ramón Sota                                                              |
| 1962                                                      | Vereinigte Staaten           | Arnold Palmer und Sam Snead                | Buenos Aires, Argentinien          | Argentinien                                       | Fidel de Luca und Roberto DeVicenzo                                                          |
| 1961                                                      | Vereinigte Staaten           | Jimmy Demaret und Sam Snead                | Dorado, Puerto Rico                | Australien                                        | Kel Nagle und Peter Thomson                                                                  |
| 1960                                                      | Vereinigte Staaten           | Arnold Palmer und Sam Snead                | Dublin, Irland                     | England                                           | Bernard Hunt und Harry Weetman                                                               |
| 1959                                                      | Australien                   | Kel Nagle und Peter Thomson                | Melbourne, Australien              | Vereinigte Staaten                                | Cary Middlecoff und Sam Snead                                                                |
| 1958                                                      | Irland                       | Harry Bradshaw und Christy O’Connor senior | Mexiko-Stadt, Mexiko               | Spanien                                           | Angel Miguel und Sebastian Miguel                                                            |
| 1957                                                      | Japan                        | Torakichi Nakamura und Koichi Ono          | Tokio, Japan                       | Vereinigte Staaten                                | Jimmy Demaret und Sam Snead                                                                  |
| 1956                                                      | Vereinigte Staaten           | Ben Hogan und Sam Snead                    | Wentworth Club, Surrey, England    | Südafrikanische Union                             | Bobby Locke und Gary Player                                                                  |
| 1955                                                      | Vereinigte Staaten           | Ed Furgol und Chick Harbert                | Washington, D.C., USA              | Australien                                        | Kel Nagle und Peter Thomson                                                                  |
| 1954                                                      | Australien                   | Kel Nagle und Peter Thomson                | Montreal, Kanada                   | Argentinien                                       | Antonio Cerdá und Roberto DeVicenzo                                                          |
| 1953                                                      | Argentinien                  | Antonio Cerdá und Roberto DeVicenzo        | Montreal, Kanada                   | Kanada                                            | Bill Kerr und Stan Leonard                                                                   |

1. ↑  mit einem Rekordvorsprung von 18 Schlägen

### Einzelwertung
Von 1955 bis 1999 gab es eine Extrawertung (die International Trophy) für den besten Score über 72 Löcher. Diese Wertung wird ab 2013 wieder eingeführt.

### Mehrfachsieger

#### Länder
- 23 Siege:  Vereinigte Staaten
- 5 Siege:  Südafrika,  Australien
- 4 Siege:  Spanien
- 3 Siege:  Kanada
- 2 Siege:  England,  Deutschland,  Irland,  Japan,  Schweden,  Wales

#### Mannschafts-Paarungen
- 4-mal: Jack Nicklaus und Arnold Palmer, Fred Couples und Davis Love III
- 2-mal: Kel Nagle und Peter Thomson, Arnold Palmer und Sam Snead

#### Als Spieler einer Mannschaft
- 6-mal: Jack Nicklaus, Arnold Palmer
- 4-mal: Fred Couples, Davis Love III, Sam Snead
- 2-mal: Severiano Ballesteros, José Maria Cañizares, Ernie Els, Dan Halldorson, Bernhard Langer, John Mahaffey, Johnny Miller, Kel Nagle, Manuel Piñero, Peter Thomson, Lee Trevino, Tiger Woods, Ian Woosnam

#### In der Einzelwertung (International Trophy)
- 3-mal: Jack Nicklaus
- 2-mal: Roberto DeVicenzo, Johnny Miller, Gary Player, Ian Woosnam